# Subprefectura de Freguesia do Ó
La subprefectura de Freguesia do Ó es una de las 32 subprefecturas de la ciudad de São Paulo, siendo regida por la Ley Nº 13,999 del 1 de agosto del 2002.
Está conformada por dos distritos: Freguesia do Ó y Brasilândia que sumados representan un área de 31.5 kilómetros cuadrados y una población de 407 245 habitantes.